# Аннікова Нінель Михайлівна
А́ннікова Ніне́ль Миха́йлівна (Анникова, Шевцова; * 24 березня 1924, Харків) — українська актриса музичної комедії (ліричне сопрано), відома за виступами в Харківському театрі музичної комедії та Київському театрі оперети. Заслужена артистка УРСР (1960).

## Життєпис
Нінель Аннікова народилась 21 березня 1924 року у Харкові.
1944—1956 — солістка Харківського театру музичної комедії.
1956—1968 — солістка Київського театру оперети. 1960 року їй присвоєно звання Заслуженої артистки Української РСР.
Серед її партнерів: О. Юровська, А. Савченко, В. Васильєв, Г. Лойко, В. Новинська, М. Блащук, Д. Шевцов, Л. Запорожцева.
1968—1973 — солістка Сумської обласної філармонії.

## Ролі
- Яринка («Весілля в Малинівці» О. Рябова)
- Сільва («Сільва» І. Кальмана)[1]
- Саша («Володимирська гірка» В. Лукашова)[2]
- Тоня Чумакова («Біла акація» І. Дунаєвського, 1961)[1][3]
- Чаніта («Поцілунок Чаніти» Ю. Мілютіна)
- Марійка («Червона калина» О. Рябова)[4]